# Stena Carisma
Die Stena Carisma (HSS 900) ist eine Katamaranfähre der Stena Line, die von 1997 bis 2013 Frederikshavn und Göteborg durch eine zweistündige Überfahrt verbunden hat.

## Geschichte

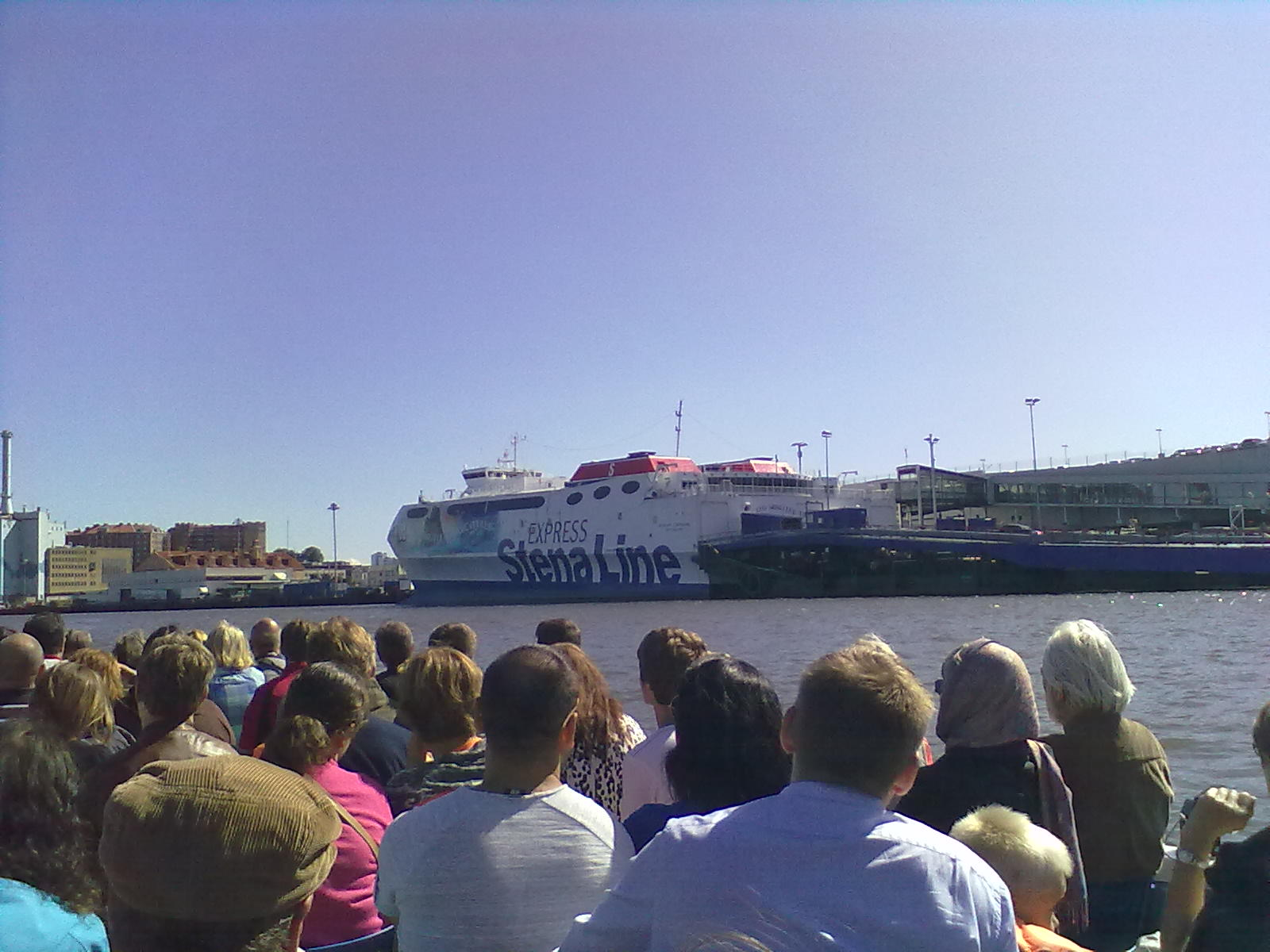
Die Stena Carisma im August 2014 am Terminal der Stena Line in Göteborg.

Mitte der 1990er Jahre bekam Stena Line durch SeaCat auf der Strecke Frederikshavn–Göteborg Konkurrenz. Zu den herkömmlichen Fähren war die Ergänzung durch Schnellfähren sinnvoll. Zunächst wurde die Strecke durch die Stena Lynx bedient. Stena Line bestellte für die Strecke zwei Schnellfähren des Typs HSS 900 (High Speed Service for 900 Passengers), die auf der Werft Westamarin gebaut wurden. Die zweite Fähre wurde jedoch vor der Fertigstellung wieder verschrottet, da die Bauwerft insolvent war. Die Stena Carisma wurde bei West Bygg fertiggestellt.
Die Stena Carisma wurde am 27. September 1995 auf Kiel gelegt. Der Stapellauf erfolgte am 29. Juni 1996. Am 1. Juni 1997 wurde das Schiff fertiggestellt und anschließend in Dienst gestellt.
Aus Kostengründen wurde die Stena Carisma am 19. August 2013 von ihrer Route abgezogen und in Göteborg aufgelegt.

## Einrichtung
Der Katamaran hat vier Decks. Die unteren beiden dienen als Stellplätze für die PKW. Auf dem unteren Deck läuft außen noch eine Abstellfläche um den Bereich für die PKW herum, auf der bis zu 10 LKW oder Busse befördert werden können. Darüber befindet sich das Aufenthaltsdeck für die Passagiere. In dem kleinen Oberdeck befindet sich die Brücke.
Das Passagierdeck bietet für die Überfahrt folgende Angebote:
- Freideck im hinteren Teil der Fähre, sämtliche Räume sind rauchfrei, somit einzige Aufenthaltsmöglichkeit für Raucher
- Information und Geldwechsel
- Travel-Value-Shop
- Selbstbedienungsrestaurant
- Spielbereich für Kinder
- Bar
- Café
- Ruhesessel
- Spielautomaten
- Sitzbereich mit Panoramafenstern
- Stena-Plus-Lounge

## Maschine
Die Fähre hat zwei Gasturbinen des Typs ABB GT-35 mit einer Gesamtleistung von 34 MW (46.200 PS). Die Turbinen dienen der Stromerzeugung, um die Wasserstrahlantriebe zu versorgen.